# Roger Kornberg
Roger David Kornberg (Saint Louis, Missouri, 1947. április 24. –)      amerikai biokémikus, aki a Stanford Egyetem professzora. A 2006-os kémiai Nobel-díj nyertese, amit a "az eukarióták transzkripciójának molekuláris bázisának kutatásáért" kapott. Apja Arthur Kornberg 1959-ben kapott fiziológiai és orvostudományi Nobel-díjat.

## Tanulmányai
1967-ben a Harvard Egyetemen szerezte meg a BSc-fokozatát majd a Stanford Egyetemen a PhD-fokozatát. Az angliai Cambridge-i Egyetemen volt posztdoktori kutató a molekuláris biológiai laboratoriumban.

## Díjai
- 2000: Gairdner Alapítvány Nemzetközi Díja